# Crocidura kornfeldi
Crocidura kornfeldi — вимерлий вид землерийок, який населяв Центральну та Південну Європу між пліоценом і плейстоценом. Це перший вид широко розповсюдженого, надзвичайно видового роду Crocidura, про якого достовірно відомо, що колонізував Європу. Це широко розповсюджений, добре задокументований вид, скам’янілості якого відомі в Іспанії, Італії, Греції, Угорщині, Румунії та Криму.
C. kornfeldi вимер на початку плейстоцену, зникнувши з Піренейського півострова навколо межі між раннім і середнім плейстоценом, можливо, через конкуренцію з новоприбулими видами, такими як сучасна велика білозубка (C. russula), білозубка мала (C. suaveolens) і білозубка білочерева (C. leucodon). Однак сучасна критська білозубка (C. zimmermanni) має дуже велику морфологічну подібність до C. kornfeldi, і з цієї причини може бути реліктовим нащадком C. kornfeldi.